# يان هيوز
يان هيوز (بالإنجليزية: Ian Hughes)‏ (2 أغسطس 1974 ببانغور في المملكة المتحدة - ) هو لاعب كرة قدم بريطاني في مركز الدفاع. شارك مع منتخب ويلز تحت 21 سنة لكرة القدم. أما مع النوادي، فقد لعب مع نادي بلاكبول ونادي بوري وهدرسفيلد تاون وباك أب بورو ‏.

## وصلات خارجية
- يان هيوز على موقع قاعدة بيانات كرة القدم.إي يو (الإنجليزية)
- يان هيوز على موقع Soccerbase.com (لاعب) (الإنجليزية)